# Ioke (orkaan)
De orkaan Ioke, na haar oversteek van de datumgrens tyfoon Ioke of supertyfoon 1-C was de eerste tropische depressie, de eerste tropische storm, de eerste orkaan, de eerste majeure orkaan en de eerste vijfdecategorieorkaan van het orkaanseizoen van het centrale deel van de Grote Oceaan 2006. De naam Ioke is de Hawaïaanse versie van de Engelse naam Joyce. Ioke was een zeer opmerkelijke en langlevende tropische cycloon, die de Grote Oceaan doorkruiste en een aantal records vestigde. Eén daarvan is dat zij driemaal de vijfde categorie bereikte; tweemaal als orkaan en eenmaal als tyfoon.

## Cyclogenese en beloop

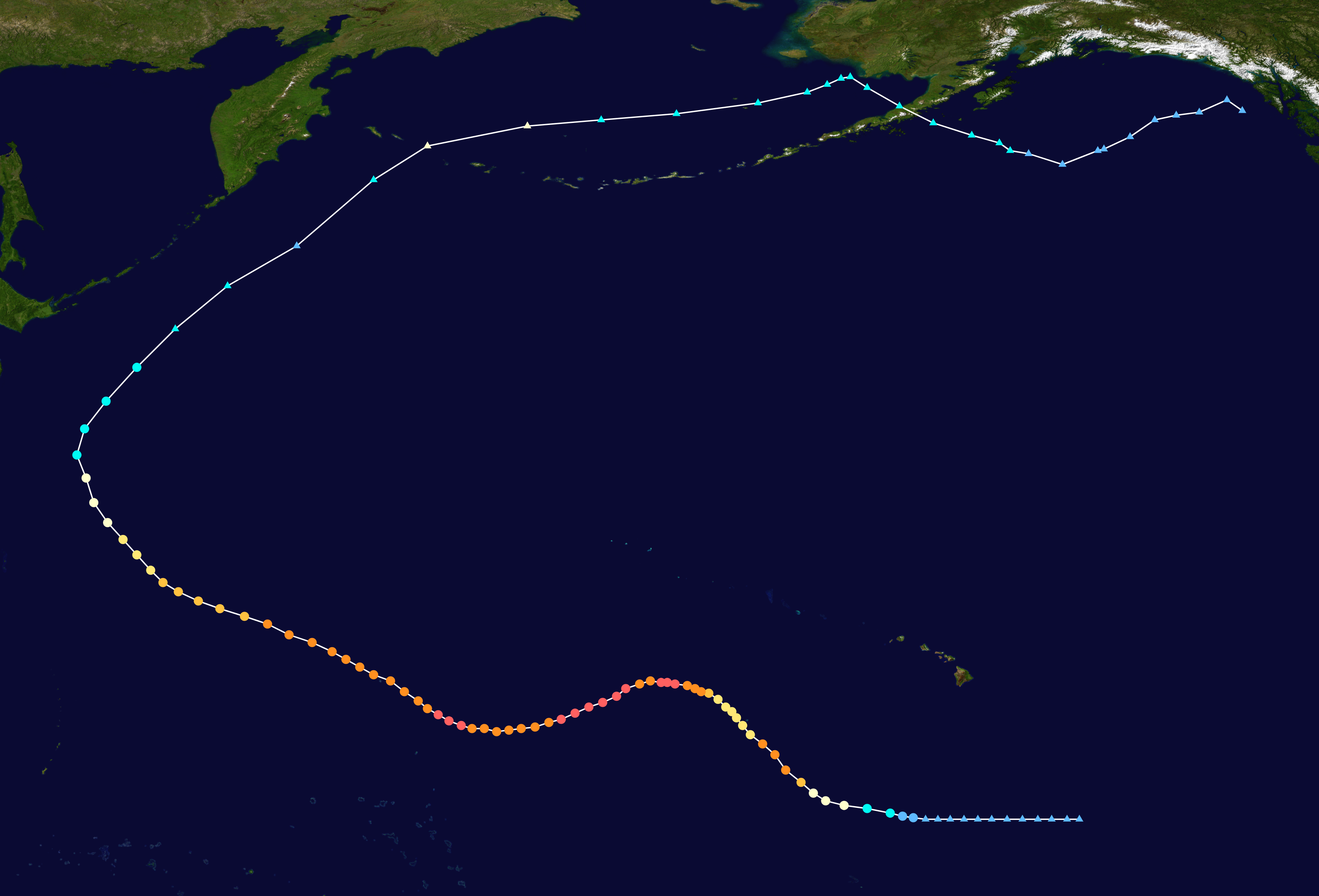
Het parcours van Ioke over de Grote Oceaan

Op 16 augustus verscheen er een storing op de Grote Oceaan in een trog van lage druk, ver ten zuidoosten van Hawaï. Deze storing trok westwaarts, en vertoonde meer en meer convectie, maar bezat geen gesloten circulatie. Deze ontwikkelde zich langzaam, ondanks dat de winden op grote hoogte aanvankelijk niet gunstig waren voor cyclongenesis. Op 20 augustus promoveerde het systeem tot tropische depressie 1-C nabij 10°NB, 158°WL, oftewel 1250 km ten zuiden van Honolulu. Tropische depressie 1-C trok verder westnoordwestwaarts en promoveerde enkele uren later tot tropische storm Ioke. In het bassin van de centrale Grote Oceaan zijn tropische cyclonen geen alledaags verschijnsel; elk jaar vormen er zich een paar, maar het was vier jaar geleden, dat de laatste tropische depressie promoveerde tot tropische storm en een naam kreeg. Ioke nam snel in kracht toe en promoveerde binnen 24 uur na haar ontstaan tot de eerste orkaan in het bassin van de centrale Grote Oceaan in vier jaar. Ioke trok in westnoordwestelijke richting onder invloed van een trog van lage druk in de middelste en hogere lagen van de atmosfeer ten noordwesten van Ioke, dat in samenspel met een rug van hoge druk ten oostnoordoosten van Ioke voor een westnoordwestelijke stroming zorgde. Ioke won snel aan kracht en bereikte op 21 augustus de derde categorie, waarmee ze de eerste majeure orkaan in het bassin van de centrale Grote Oceaan werd. Ioke ontwikkelde een robuuste, symmetrische oogrok en bereikte zes uur later op 22 augustus haar voorlopig hoogtepunt met windsnelheden tot 213 km/uur en een minimale druk van 945 mbar; een orkaan van de vierde categorie. Daarna verzwakte Ioke door zuidwestelijke schering van ongeveer 18 knopen.
Op 23 augustus passeerde Ioke rakelings ten zuidwesten van het atol Johnston eiland als stevige tweedecategorieorkaan. Het atol was tot 2004 in gebruik bij het Amerikaanse ministerie van Defensie. Het had onder meer gediend als opslagplaats voor chemische wapens die later ter plaatse in een fabriek onschadelijk waren gemaakt. De militairen hadden het verlaten en het was onbewoond, maar werd op dat moment juist bezocht door de Searcher, een schip dat een onderzoeker bracht om grondwatermonsters te nemen. Daarna won Ioke opnieuw aan kracht: haar oog werd gereconstrueerd en haar vorm won aan symmetrie, zodat zij op 24 augustus opnieuw de derde categorie bereikte. Door de sterke, opbouwende rug van hoge druk aan haar noordflank in combinatie met een westwaarts trekkende trog van lage druk net ten westen van de datumgrens draaide Ioke bij van het noordwesten naar het westnoordwesten en later naar het westen. Daarna won zij nog meer aan symmetrie en haar oogrok werd robuust en weer geheel gesloten.
Zij bereikte op 25 augustus de vijfde categorie. Dit is op zich al geen alledaags verschijnsel, het is in het bassin van de centrale Grote Oceaan slechts de vijfde orkaan van de vijfde categorie in de geschiedenis. Echter Ioke is de enige vijfdecategorieorkaan, die geboren en getogen is in dit bassin (cyclogenese, tropischestormstatus, orkaanstatus, majeureorkaanstatus en de vijfde categorie allemaal bereikt in het eigen bassin). De laatste orkaan, die in het bassin van de centrale Grote Oceaan de vijfde categorie bereikte, was orkaan John in 1994 en zoals zijn naam verraadt, kwam hij – zoals alle andere vijfdecategorieorkanen voor Ioke – oorspronkelijk uit een ander bassin. Daarna maakte zij op 25 en 26 augustus een oogrokvervangingscyclus door, waardoor zij tijdelijk tot de vierde categorie verzwakte. Toen zij de cyclus had voltooid, koelde haar cirrusbewolking opnieuw af tot −72 °C à −75 °C en promoveerde zij twaalf uur later op 26 augustus nogmaals naar de vijfde categorie met een iets lagere druk; 920 mbar. De rug van hoge druk aan haar noordflank breidde zich nog verder westwaarts uit, zodat Ioke op 27 augustus bijdraaide naar het westzuidwesten. Enkele uren later die dag bereikte Ioke de datumgrens, waar zij haar titel orkaan aflegde en verderging als tyfoon Ioke. Tyfoon Ioke maakte vanaf dat moment deel uit van het tyfoonseizoen van de Grote Oceaan 2006. Na haar oversteek van de datumgrens zakte zij opnieuw naar de vierde categorie, maar bereikte op 29 augustus opnieuw de vijfde categorie.

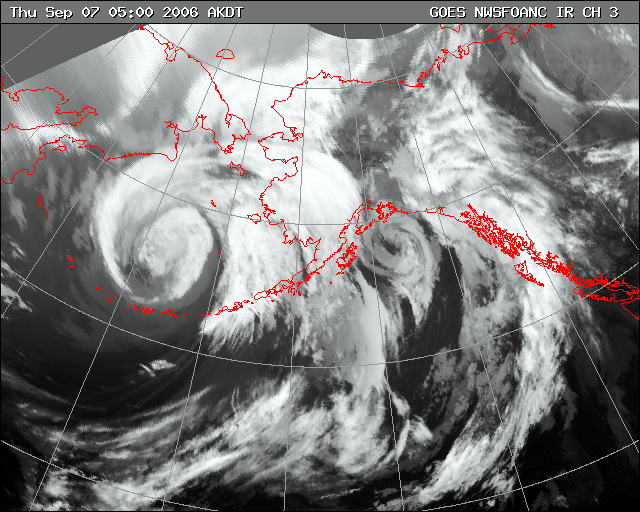
De extratropische Ioke boven de Beringzee op 7 september.

Op 31 augustus passeerde Ioke rakelings ten noordoosten van het eiland Wake. Daarna verzwakte Ioke gestaag boven koeler wordend water. Op 3 september naderde een trog van lage druk op grote hoogte vanuit het westen en stuwde Ioke in een noordwestelijke richting. Bovendien begon Ioke schering te ondervinden door de trog. Op 4 september begon Ioke, terwijl zij Japan naderde, steeds meer naar het noorden en later naar het noordoosten bij te draaien. Zij koerste noordoostwaarts ruim ten oosten van de Japanse kust boven steeds koeler water en degradeerde op 5 september tot zware tropische storm. Op dat moment begon zij echter haar tropische kenmerken te verliezen ten noordoosten van Japan en 12 uur later staakte het Joint Typhoon Warning Center zijn observaties van Ioke. Later degradeerde op 6 september het Japans Meteorologisch Instituut Ioke tot zware tropische storm en verklaarde op 7 september, dat Ioke, op dat moment ten oosten van Kamtsjatka haar transformatie tot extratropische storm was voltooid. Daarna koerste de extratropische Ioke de Beringzee binnen.

## Records

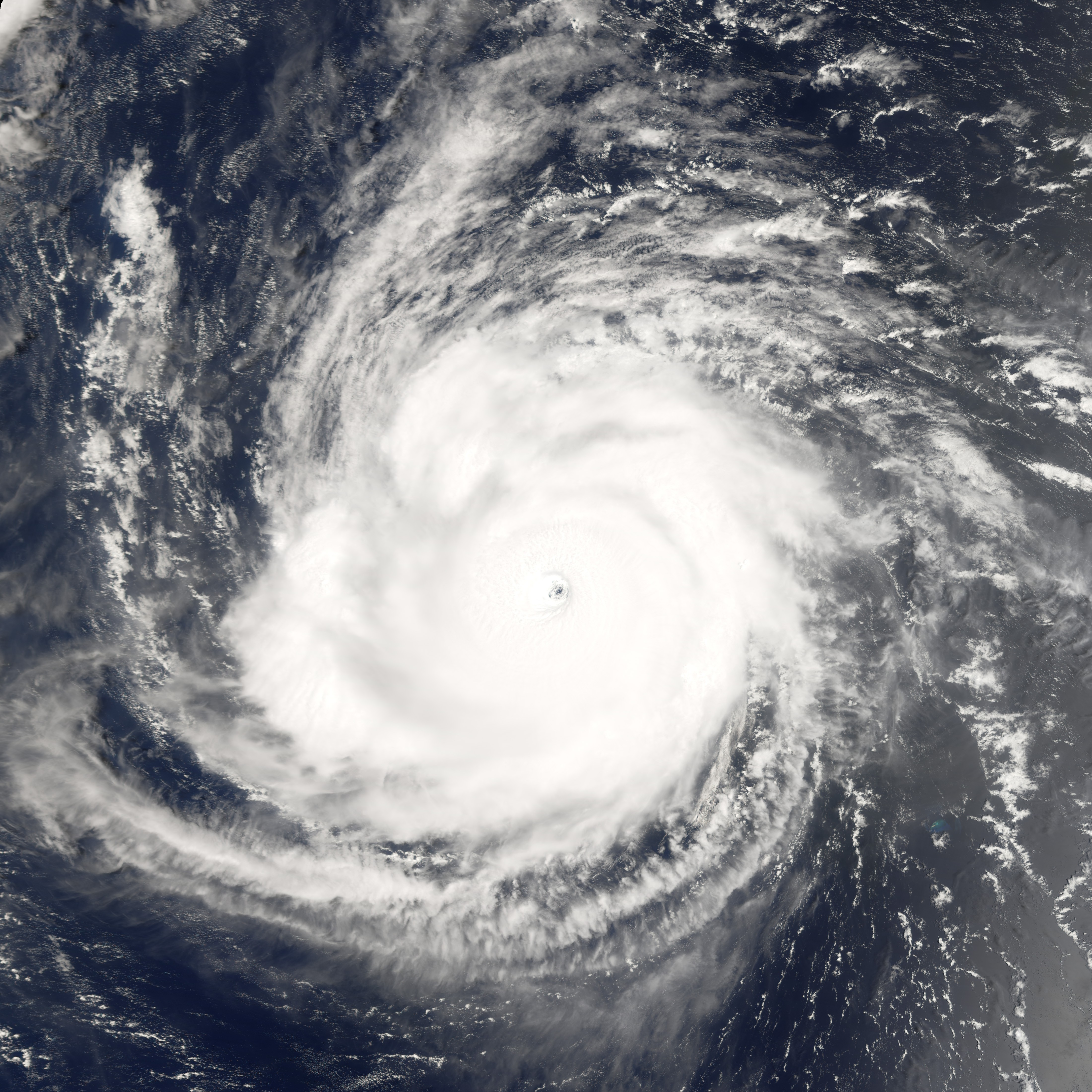
Ioke als orkaan van de vierde categorie op 24 augustus 2006

Ioke heeft verschillende records gevestigd of geëvenaard:
- De eerste vijfdecategorieorkaan in het bassin van de centrale Grote Oceaan sinds orkaan John uit 1994
- De eerste tropische cycloon, die zijn cyclogenesis, zijn promoties tot tropische storm, orkaan, majeure orkaan en het bereiken van de vijfde categorie doormaakte in het bassin van de centrale Grote Oceaan.
- De eerste vijfdecategorieorkaan met een Hawaïaanse naam.
- Samen met Ivan uit het Atlantisch orkaanseizoen 2004 en orkaan Allen uit het Atlantisch orkaanseizoen 1980 de enige orkaan die driemaal tot de vijfde categorie promoveerde.

## Gevolgen

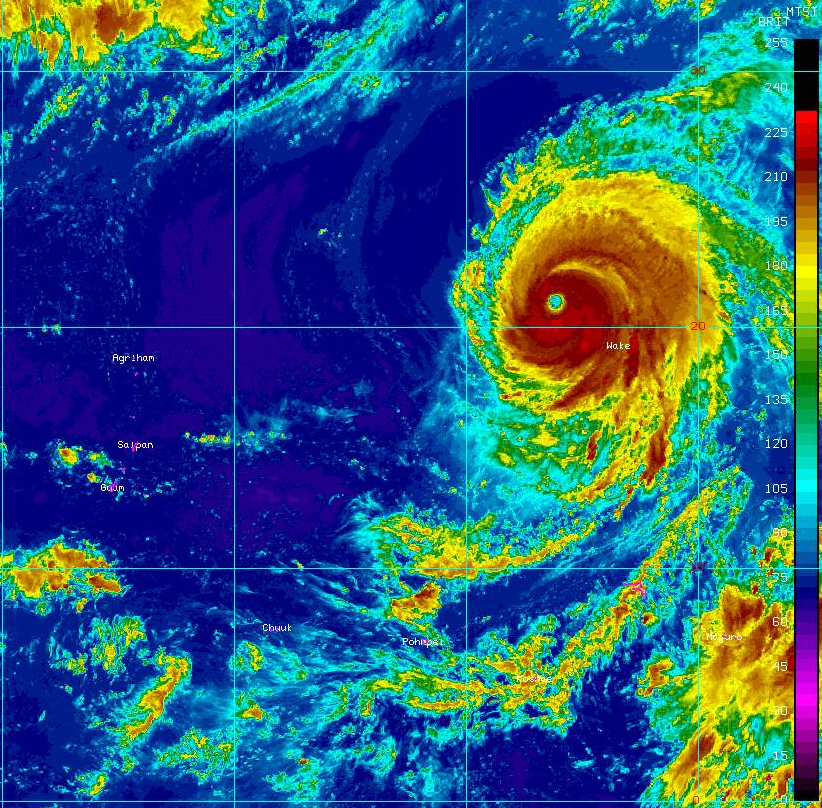
Tyfoon Ioke op 1 september ten noordwesten van het eiland Wake

Ondanks haar enorme intensiteit en omvang, heeft zij betrekkelijk weinig impact gehad, omdat zij over de weidse Grote Oceaan koerst. Enkele kleine eilanden vond zij echter wel op haar pad.

### Het atol Johnston
Op 23 augustus ramde de oostelijk oogrok van Ioke het atol Johnston. Ioke was op dat moment een orkaan van de tweede categorie. De twaalf opvarenden van de Searcher, die in de orkaan terecht waren gekomen, zagen zich gedwongen de orkaan uit te zitten in het orkaanbestendige verlaten Joint Operations Center op het eiland. Ze bleven ongedeerd en hun schip had slechts lichte averij opgelopen. Een te hulp geschoten vliegtuig van de kustwacht wierp voedsel, water en voorraden af. Ongeveer 15 % van de palmbomen en 25 % van de ijzerhoutbomen was omgewaaid of zwaar beschadigd, en de vogelpopulatie had zwaar te lijden gehad.

### Het eiland Wake
Tyfoon Ioke trok met windsnelheden tot 194 km/uur (10 min)/ 250 km/uur (1 min) op 31 augustus rakelings langs Wake. Alle 188 inwoners van het eiland werden in twee C-17 Globemaster III-vliegtuigen geëvacueerd naar het eiland Oahu in Hawaï. Een automatisch weerstation op Wake nam een minimale druk waar van 930 mbar. Hoewel de anemometer op het eiland het na blootstelling aan windstoten van 160 km/uur begaf, wordt geschat, dat de tyfoon windstoten tot meer dan 305 km/uur teweegbracht.

### Minami Torishima
Op 1 september beval het Japans Meteorologisch Instituut in verband met de naderende tyfoon de evacuatie van zijn personeel op het Japanse eiland Minami Torishima, 1300 km ten oosten van de Bonineilanden.

### Alaska
Aan de westkust van Alaska veroorzaakte de extratropische Ioke op 7 september golven van meer dan zeven-en-een-halve meter en een zware stormvloed. Dit resulteerde in aanzienlijke kusterosie. Ook had Alaska te kampen met zware regenval en windsnelheden van 46 km/uur tot 65 km/uur.

## ACE-waarde
Orkaan-tyfoon Ioke verzamelde een totale ACE-waarde van 82,98 × 104kt2, waarvan 32,23 × 104kt2 als orkaan en 50,75 × 104kt2 als tyfoon. De waardes zijn op basis van doorstaande windsnelheden van 1 minuut en afkomstig van het Central Pacific Hurricane Center en het Joint Typhoon Warning Center. Ter vergelijking: De twee Atlantische orkanen met de hoogste ACE-waarde, Ivan, uit 2004 en de Sint Cyriacus-orkaan uit 1899 hadden een ACE-waarde van 70,0 × 104kt2, respectievelijk 73,6 × 104kt2.

## Kroniek

### Augustus
20 augustus
- 03h00 UTC – Op 1250 km ten zuiden van Honolulu ontstaat tropische depressie 1-C.
- 09h00 UTC – Tropische depressie 1-C promoveert tot tropische storm Ioke

21 augustus
- 03h00 UTC – Tropische storm Ioke promoveert tot orkaan Ioke.
- 21h00 UTC – Orkaan Ioke springt van de eerste categorie naar de derde categorie en is daarmee de eerste majeure orkaan van het bassin van de centrale Grote Oceaan.

22 augustus
- 03h00 UTC – Orkaan Ioke bereikt de vierde categorie.

24 augustus
- 09h00 UTC – Orkaan Ioke is, nadat zij was verzwakt tot de tweede categorie opnieuw een majeure orkaan (derde categorie) geworden.
- 21h00 UTC – Orkaan Ioke bereikt voor de tweede keer de vierde categorie.

25 augustus
- 06h30 UTC – Het NRL, het laboratorium van de Amerikaanse marine promoveert orkaan Ioke officieus naar de vijfde categorie.
- 09h00 UTC – Het Central Pacific Hurricane Center bevestigt, dat orkaan Ioke is gepromoveerd naar de vijfde categorie. Zij is de eerste tropische cycloon in de geschiedenis van het bassin van de centrale Grote Oceaan, die gevormd is, gepromoveerd is tot tropische storm en orkaan en de vijfde categorie heeft bereikt binnen dit bassin.

26 augustus
- 15h00 UTC – Twaalf uur nadat orkaan Ioke tot de vierde categorie was verzwakt, promoveert zij opnieuw naar de vijfde categorie.

27 augustus
- 03h00 UTC – Met de verwachting dat Ioke spoedig de datumgrens zal overschrijden, staakt het Central Pacific Hurricane Center het uitgeven van waarschuwingen en beschouwingen betreffende Ioke en draagt die taak over aan het Japans Meteorologisch Instituut te Tokio.

- 08h00 UTC – Orkaan Ioke bereikt de datumgrens als orkaan van de vijfde categorie. Zij legt de titel orkaan af en gaat verder als tyfoon Ioke in het bassin de westelijke Grote Oceaan.

29 augustus
- 21h00 UTC – Tyfoon Ioke (supertyfoon 1-C) bereikt volgens het Joint Typhoon Warning Center voor de derde keer de vijfde categorie.

### September
1 september
- 15h00 UTC – Het Joint Typhoon Warning Center degradeert Supertyfoon Ioke tot tyfoon Ioke.

5 september
- 03h00 UTC – Het Joint Typhoon Warning Center degradeert tyfoon Ioke tot tropische storm Ioke.
- 15h00 UTC – Het Joint Typhoon Warning Center staakt het uitgeven van waarschuwingen betreffende Ioke, die het nu als een extratropische cycloon beschouwt.

6 september
- 12h00 UTC – Het Japans Meteorologisch Instituut degradeert tyfoon Ioke tot zware tropische storm Ioke.

7 september
- 12h00 UTC – Het Japans Meteorologisch Instituut verklaart Ioke tot extratropisch systeem en staakt zijn waarschuwingen en beschouwingen omtrent Ioke.